# Гризельда Бланко
Гризельда Бланко Рестрепо (ісп. Griselda Blanco Restrepo, 14 лютого 1943 — 3 вересня 2012), відома також як «Чорна Вдова» або «Хрещена мати кокаїну» — відома колумбійська наркобаронеса, що відігравала значну роль в торгівлі кокаїном та злочинному світі Маямі з 1970-х до початку 2000-х. За деякими твердженнями належала до Медельїнського картелю. Бланко було вбито в Медельїні 3 вересня 2012 року у віці 69 років

## Життєпис

### Ранні роки
Гризельда Бланко Рестрепо народилася в Картахені, на північному узбережжі Колумбії. Коли їй було три роки, вона разом із матір'ю, Аною Бланко, переїхала до Медельїну, де вже з раннього віку почала вести кримінальний спосіб життя. Колишній коханець Бланко, Чарльз Косбі, розповів, що коли їй було 11 років, вона нібито викрала, намагалася отримати викуп і зрештою застрелила дитину з престижного району неподалік від її дому. Бланко стала кишеньковою злодійкою ще до 13 років. Щоб уникнути сексуального насильства з боку співмешканця своєї матері, вона втекла з дому, коли їй було 19 років, і до 20 років займалась крадіжками в Медельїні. Також припускають, що в цей час вона займалася проституцією, щоб підтримати себе фінансово, хоча сама Бланко це заперечувала.

### Наркобізнес
На початку 1970-х років вона разом зі своїм другим чоловіком, наркоторговцем Альберто Браво, продавала наркотики під контролем Медельїнського картелю. Гризельда розробила перші маршрути контрабанди наркотиків у США через Маямі, якими пізніше стали найчастіше користуватися колумбійські наркокартелі. Крім того, у неї був магазин спідньої білизни, який вона використовувала як прикриття, де до жіночої білизни пришивались спеціальні приховані кишені для перевезення наркотиків.
У середині 1970-х Гризельда нелегально переїхала до США під вигаданим іменем і з фальшивими документами, оселившись у Квінзі, штат Нью-Йорк, із чоловіком та своїми трьома дітьми від попереднього шлюбу, де подружжя швидко організувало успішний бізнес з торгівлі наркотиками. У квітні 1975 року їй разом із тридцятьма її підлеглими висунули федеральні звинувачення у змові з метою збуту наркотичних засобів. Щоб уникнути в'язниці, вона втекла до Колумбії. Повернувшись до США наприкінці 1970-х, вона перевела свій наркобізнес до Маямі.
Її повернення в США збіглося з початком жорстоких кримінальних конфліктів у Маямі 1980-х років, в ході яких відбувалися сотні вбивств на рік. Боротьба правоохоронних органів за припинення надходження кокаїну до Маямі призвела до створення CENTAC 26 (англ. Central Tactical Unit, Центральний тактичний підрозділ) — кооперації між Департаментом поліції Маямі-Дейд та Управлінням боротьби з наркотиками (DEA).
Бланко була причетна до наркоконфліктів у Маямі або, як їх ще називають, «кокаїнових ковбойських війн», що охопили Маямі наприкінці 1970-х і на початку 1980-х років. Це був період, коли кокаїну продавали більше, ніж канабісу.
Її мережа з постачань наркотиків, яка охопила США, заробляла 80 млн доларів на місяць.

### Арешт
17 лютого 1985 року Бланко заарештована у своєму будинку працівниками Управління боротьби з наркотиками. Їй висунуто звинувачення у змові з метою виробництва, імпорту та розповсюдження кокаїну. Справа передана до федерального суду Нью-Йорка, де її визнали винною та засудили до 15 років ув'язнення.
Під час відбування покарання, штатом Флорида їй пред'явлено ще три звинувачення в убивствах. Обвинувачення уклало угоду з одним із найдовіреніших убивць Бланко, Хорхе Аялою, який погодився свідчити, що вона наказувала йому здійснювати вбивства. Однак справа розвалилася через технічні нюанси, пов'язані зі скандалом із сексом по телефону між Аялою та двома секретарками, які працювали в офісі державного прокурора. У 1998 році Бланко визнала себе винною за трьома пунктами звинувачення в убивстві й була засуджена до 20 років ув'язнення. У 2002 році Бланко, яка все життя курила і страждала від зайвої ваги, пережила серцевий напад у в'язниці.
У 2004 році, у зв'язку з постійними проблемами зі здоров'ям, її звільнили з в'язниці та депортували до Медельїну, де вона жила спокійним життям. Перед убивством її востаннє бачили в травні 2007 року в аеропорту Боготи.

### Смерть
3 вересня 2012 року Бланко та її вагітна невістка пішли до м'ясної крамниці Cardiso на розі 29-ї вулиці в Медельїні. Коли Гризельда виходила з крамниці, вбивця на мотоциклі двічі вистрілив у неї, смертельно поранивши. Стрілянина з мотоцикла відповідала стилю вбивства, який Бланко, як їй часто приписували, використовувала в Маямі під час розквіту своєї наркоімперії.

## Особисте життя
У Бланко було троє чоловіків і четверо дітей. Усі її чоловіки також займались торгівлею або контрабандою наркотиків, і всіх їх було вбито, через що Бланко мала прізвисько «Чорна вдова».
Вона та її перший чоловік, Карлос Трухільйо, мали трьох синів у Медельїні. Усі вони народилися, коли Бланко ще не було 21 року.
Бланко народила молодшого сина, Майкла Корлеоне Бланко (названого на честь однойменного персонажа «Хрещеного батька»), від свого третього чоловіка Даріо Сепульведа. Сепульведа покинув її в 1983 році, повернувся до Колумбії та викрав Майкла, після того як вони з Бланко не дійшли згоди щодо того, хто буде опікуном. Найняті Бланко кілери вбили Сепульведу в Колумбії, а її сина повернули до неї в США.
Згідно з Miami New Times, «батька та старших братів і сестер Майкла було вбито до того, як він досяг повноліття. Його мати перебувала у в'язниці більшу частину його дитинства, його виховували бабуся та призначені судом опікуни». У 2012 році Майкл був поміщений під домашній арешт після винесення вироку за двома обвинуваченнями у торгівлі кокаїном і змові з метою збуту кокаїну. Він з'явився в епізоді документального серіалу Investigation Discovery, Evil Lives Here 2018 року, щоб розповісти про своє самотнє дитинство. У 2019 році він з'явився в документальному серіалі VH1 Cartel Crew, який розповідав про нащадків наркобаронів. Майкл також керує брендом одягу «Pure Blanco».
За словами Майкла, його мати в останні роки життя стала «новонародженою» християнкою.
У серіалі від Netflix Гризельда Бланко зображена бісексуальною жінкою, що мала стосунки як з чоловіками, так і з жінками, проте в реальному житті Бланко ніколи не мала серйозних стосунків з жінками, а також не ідентифікувала себе як бісексуалку.